# Какум (національний парк)
Національний парк Каку́м (англ. Kakum National Park) — національний парк, розташований у південних прибережних околицях Центрального регіону Гани, займає площу 375 км² (37 500 га). Заснований у 1931 році як заповідник, він був офіційно оголошений національним парком лише в 1992 році після первинного дослідження орнітофауни. Територія національного парку вкрита тропічними лісами. Унікальність цього парку полягає в тому, що він був створений з ініціативи місцевих жителів, а не Державного департаменту дикої природи, який відповідає за збереження дикої природи в Гані. Це одне з трьох місць в Африці з підвісною доріжкою під пологом лісу, яка має 350 м довжини і представляє собою сім з'єднаних мостів, що забезпечує доступ до пологу лісу.
Рада музеїв і пам'яток Республіки Гана запропонувала ЮНЕСКО оголосити парк природним об'єктом Всесвітньої спадщини за критеріями vii і x. Подання, зроблене в 2000 році, включено до попереднього списку Об'єктів всесвітньої спадщини.

## Історія
У 1931 році територія водозбірного басейну верхів'я річки Какум, була оголошена лісовим заповідником і перебувала під управлінням Відділу лісового господарства. У цей період тут переважали лісозаготівлі, особливо дерев махагоні, зокрема африканського червоного дерева (Khaya ivorensis). Лісозаготівля тривала до 1989 року, коли управління заповідником було передано Департаменту дикої природи.
Техніко-економічне обґрунтування та попередній 5-річний план управління розвитком національного парку Какум як місця для екотуризму були розроблені в 1990 році в рамках проєкту, який проводився для Програми розвитку ООН (Dudley 1990). Техніко-економічне обґрунтування включало попередні оцінки біорізноманіття флори та фауни лісового заповідника Какум і прилеглого лісового заповідника Ассін-Аттандансо (139,86 км²), а також дослідження популяції слонів (Dudley 1990; Dudley, Mensah-Ntiamoah, & Kpelle 1992; Dudley 1995). Техніко-економічне обґрунтування та попередній 5-річний план управління були розроблені в процесі співпраці та консультацій за участю біологів-консультантів, посадових осіб лісового господарства, представників охорони дикої природи, місцевих громад, університетів Гани, регіональних урядовців та інших ключових зацікавлених сторін (Dudley 1992).
Містер Ебенезер Квасі Аґблі, тодішній головний регіональний менеджер Ради з туризму Гани, започаткував цю мрію в рамках програми, яку він ініціював і реалізував — «Схема розвитку туризму Центрального регіону» (TODSCER), яка була розширена і стала «Центральною програмою розвитку регіонів» при створеній пізніше Комісії — «Комісії розвитку центральних регіонів» (CECECOM). Він продемонстрував програму TODSCER в Америці та залучив низку спонсорських інституцій як двосторонніх, так і багатосторонніх зі спільноти донорів, щоб втілити цей проєкт в життя. Пізніше проєкт залучив організацію «Game & Wildlife» до управління та підтримки парку.
У 1992 році Департамент дикої природи оголосив Какум як парк відповідно до Регламенту заповідників дикої природи (Ll 1525) як «територію збереження Какум», включаючи лісовий заповідник Ассін-Аттандансо. Після огляду багатства фауни заповідної території в тому ж році її було розділено на «Національний парк Какум» і лісовий заповідник Ассін-Аттандансо. Розділення було виправдане аргументом, що місто Кейп-Кост і ще 33 інших міст та сіл регіону продовжують потребувати деревини з лісу та питної води, яку постачає річка Какум.

## Географія

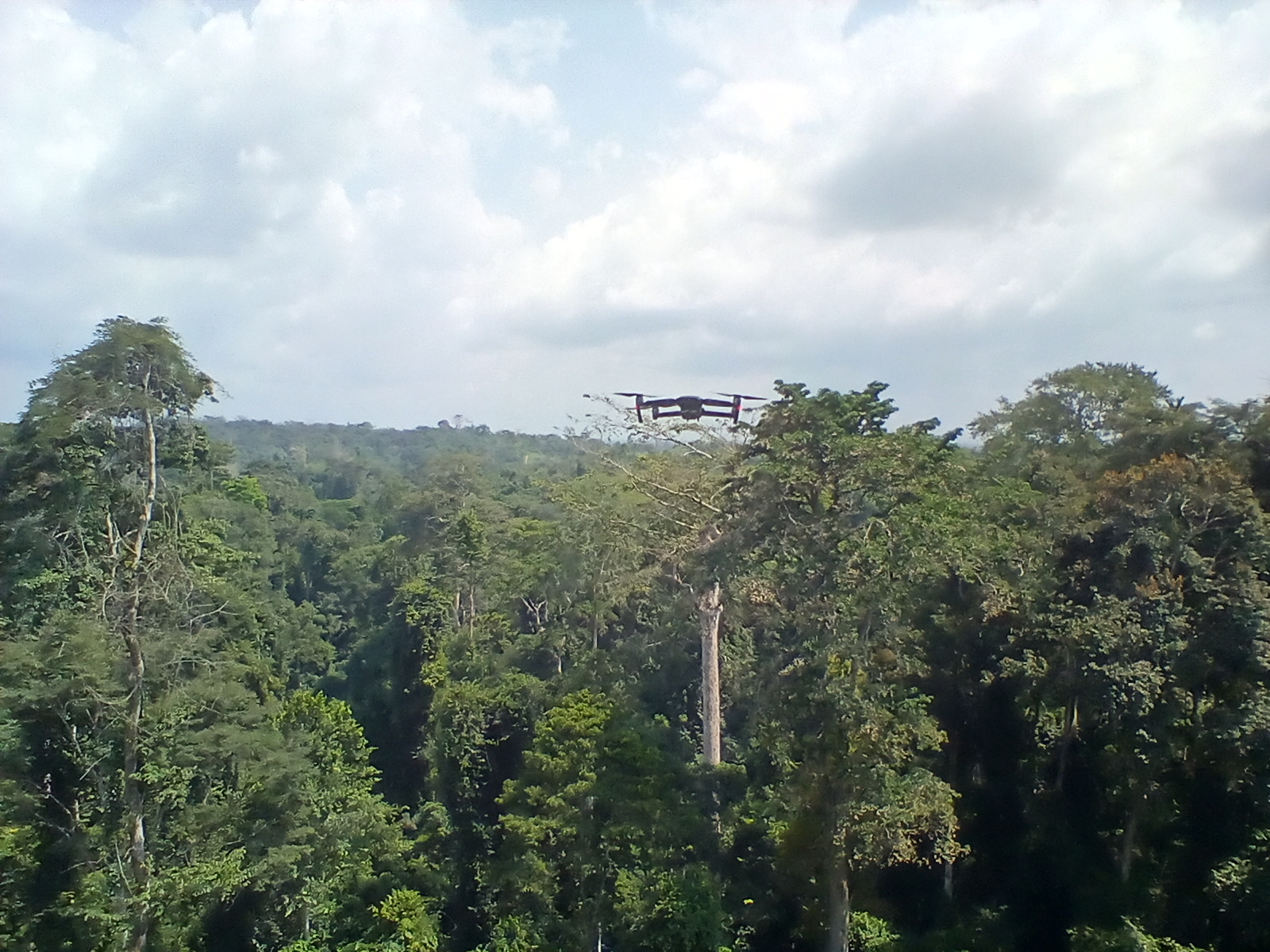
Дрон над національним парком Какум

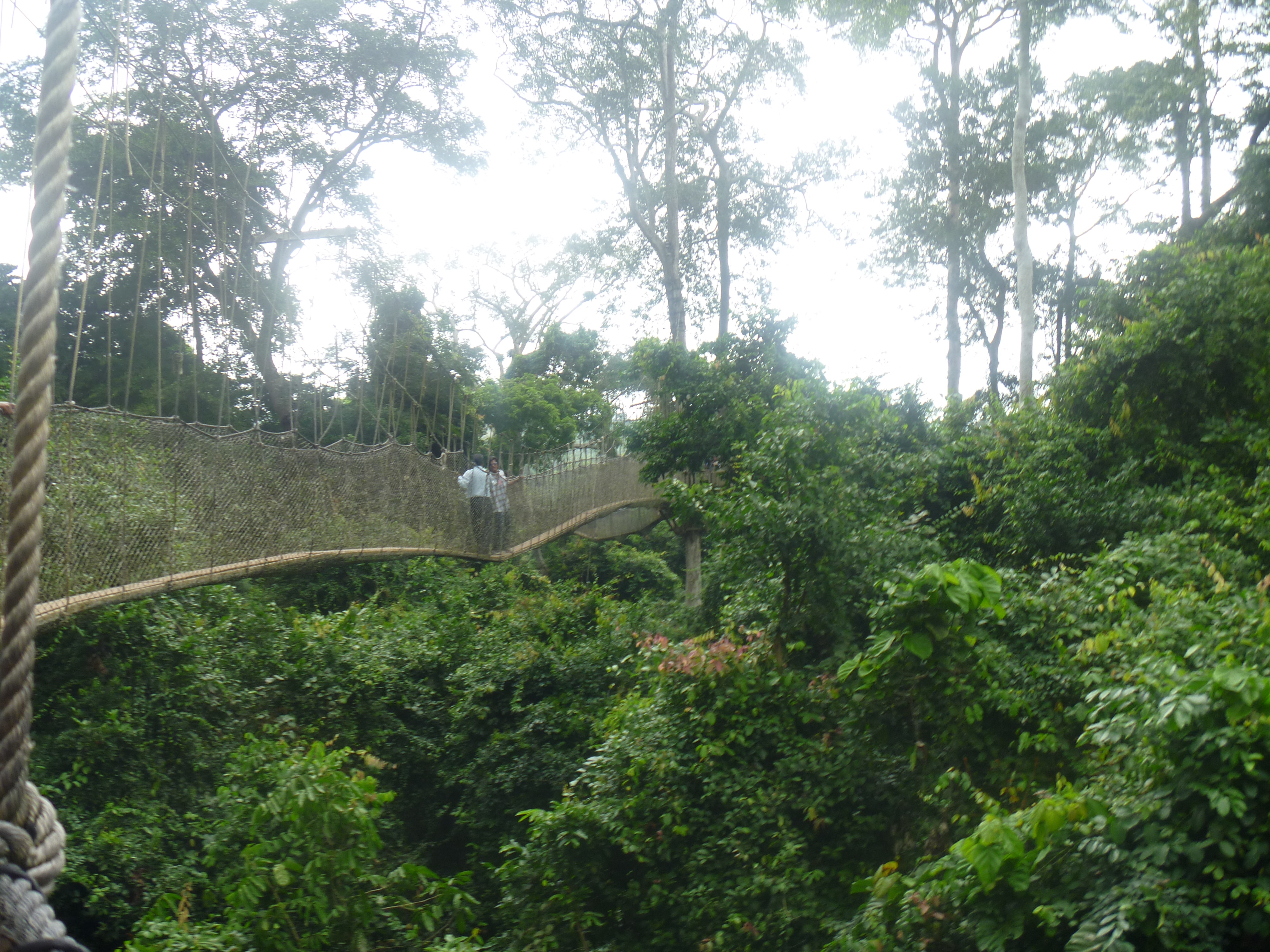
Національний парк Каку́м

Річка Какум бере початок на території парку, тому він був названий на її честь. Через парк протікають її притоки: Обуо, Какум, Афія, Сукума, Немімі, Абоабо та Аджуесу. Парк знаходиться за 33 кілометри на північ від Кейп-Косту і містечка Ельміни, які розташовані на узбережжі Атлантичного океану, поблизу невеликого села Абрафо. До нього легко дістатися на таксі з центру міста та на організованих туристичних автобусах. Привітальний центр парку містить ресторан, будиночок, місце для пікніка, місце для кемпінгу та освітній центр дикої природи. Парк оточений 33 селами, а також сільськогосподарськими угіддями, де вирощуються харчові культури та кокос.
Парк розташований на висоті 135—250 метрів над рівнем моря і відноситься до категорії II МСОП. Це частина Гвінейсько-Конголійського регіону. Заповідник, який межує з цим парком, є ресурсним заповідником Ассін-Аттандансо (заповідник для видобутку дичини, який належить до VI категорії МСОП). Середовище його існування складається переважно з вологих вічнозелених лісів, а також сезонних сухих напівлистяних лісів. Середовище існування складається з 90 % лісової території, 36 % штучного наземного ландшафту, а решта території не була класифікована. На території парку щорічно випадає в середньому 1380 мм опадів.

## Флора
Домінуючим типом рослинності в Какумі є вологий ліс. Серед інших типів рослинності парку зустрічаються заболочені ліси (постійні та періодичні) та прирічкові ліси. Також повідомляється про рослинність Боваль сімейства Hildegardia barteri-Polycarpaea tenuifolia, знайдену в відкритих гранітних скелях і на неглибоких ґрунтах. На території парку представлено 105 видів судинних рослин, які складаються з 57 дерев, 10 кущів, 9 які в'ються, 17 трав і 12 злакових. Повідомляється також, що на деревах і кущах ростуть епіфітні рослини, такі як орхідеї (Orchidaceae) та папороті (Polypodióphyta), а також інжир (Ficus carica).
У період з 1975 по 1989 роки в парку переважали лісозаготівельні роботи. Однак зазначається, що на вирубаних ділянках відновився вторинний ліс, що складається з густого зеленого покриву та густих чагарників лози. Це не поширюється на весь парк, оскільки велика частина густого пралісу все ще залишається збереженою.
Список флори, визначений МСОП, наведено нижче в підзаголовках: Вологі ліси, Заболочені ліси,  Прирічкові ліси та Бовальська рослинність.
Вологі ліси
- Entandrophragma cylindricum
- Entandrophragma angolense
- Guarea cedrata
- Guarea thompsonii
- Piptadeniastrum africanum
- Milicia excelsa (африканський тик)
- Triplochiton scleroxylon
- Sterculia rhinopetalia
- Sterculia oblonga
- Pterygota macrocarpa
- Anigeria robusta
- Terminalia superba
- Strombosia glaucescens
- Cola gigantea
- Mansonia altissima
- Celtis zenkeri
- Ricinodendron heudelotii
- Antiaris toxicaria

Заболочені ліси
- Alstonia boonei
- Cleistopholis patens
- Carapa procera
- Mitragyna stipulosa
- Raphia vinifera
- Calamus deeratus (пальм.)
- Laccosperma secundiflorum
- Laccosperma opacum
- Eremospatha macrocarpa
- Glyphaea brevis (чагарник)
- Myriathus arboreus
- Paullinia pinnata
- Thaumatococcus daniellii (трави)
- Sarcophrynium brachystachys
- Ataenidia conferta

Прирічкові ліси (едафічний ліс)
- Pseudospondias microcarpa[19]
- Ceiba pentandra[20]
- Xylopia spp.[21]
- Uapaca guineensis[22]

Бовальська рослинність
- Sansevieria liberica[23]
- Commelina spp.[24]
- Hildegardia barteri[25][a]
- Elaeophorbia grandifolia[26]
- Sterculia tragacantha[27]
- Ceiba pathandra
- Albizia ferruginea[28]
- Ricinodendron heudelotii[29]

## Фауна

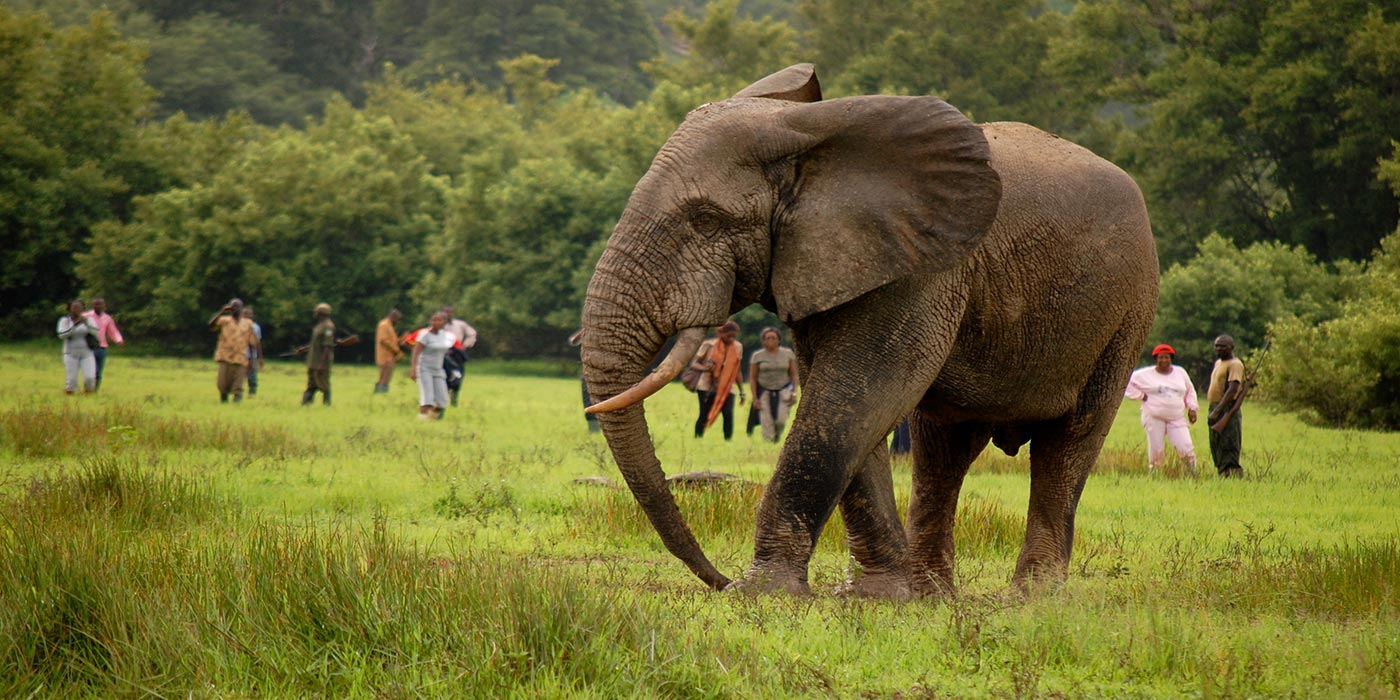
Слон в національному парку Какум

У парку є рідкісні тварини, зокрема лісові слони, лісовий буйвол (Syncerus caffer nanus), циветта та коти (Felis catus). Двісті лісових слонів (Loxodonta cyclotis), потто (Perodicticus potto), галаго Демідова (Galago demidovii), африканська цивета (Viverra civetta), цивета пальмова (Nandinia binotata), леопард (Panthera pardus), антилопа бонго (Tragelaphus euryceros), багато видів дуїкерів (малі антилопи), червона річкова свиня (Potamochoerus porcus pictus), велика лісова свиня (Hylochoerus meinertzhageni), чотирипалий панґолін (Manis tetradactyla), білочервий панґолін (Manis tricuspis), гігантський панґолін (Manis gigantea), багато видів лісових білок, північноафриканський чубатий їжатець (Hystrix cristata), тупорилий крокодил (Osteolamus tetraspis), варан, черепаха Цинікса Хома (Kinixys homeana), зубчаста черепаха (Psammobates oculiferus) та багато інших представників фауни парку.
До приматів (Primates) у парку належать ведмежий колобус (Colobus vellerosus) (вразливий статус, VU), проколобус оливковий (Procolobus verus) (NT) і роловейська мавпа (Cercopithecus diana roloway) (CR).
Початкове техніко-економічне обґрунтування створення національного парку Какум включало попереднє дослідження біорізноманіття фауни лісового заповідника Какум і прилеглого лісового заповідника Ассін-Аттандансо, а також дослідження популяції африканських лісових слонів, що проживають у цьому районі. Чисельність популяції слонів у 1990 році була оцінена на основі даних про сліди в 100—150 особин (Dudley, Mensah-Ntiamoah, & Kpelle 1992).

### Орнітофауна
У 2002 році BirdLife International включила територію парку до свого списку територій для птахів у Гані за критеріями A1, A2, A3. Тут зареєстровано 266 видів птахів, а ще 56 видів ідентифіковано, але ще не підтверджено. Усі види є резидентними, і більшість із них належать до категорії найменшої загрози (англ. Least Concern, LC). Глобально загрозливі види, перераховані в категорії близькі до загрозливого стану (англ. Near Threatened, NT): зеленохвостий довгодзьоб (Bleda eximius), червонолобий мурахоїд (Parmoptila rubrifrons), рудокрила тимелія (Illadopsis rufescens) і шпак золотохвостий мерл (Hylopsar cupreocauda). Виявленими вразливими видами (англ. Vulnerable species (VU) є білогруда цесарка (Agelastes meleagrides), кремоводзьобий носорог (Bycanistes cylindricus), жовтошоломний носорог (Ceratogymna elata) та оливковий бородань (Criniger olivaceus).

## Особливості парку
Особливою пам'яткою природи парку є святилище «Комфо Боатенга», кругла скеля біля поселення Абоабо діаметром близько 100 метрів, де ростуть такі види флори, як Ceiba pathandra, Albizia furruginea і Ricinodendron heudelotii.

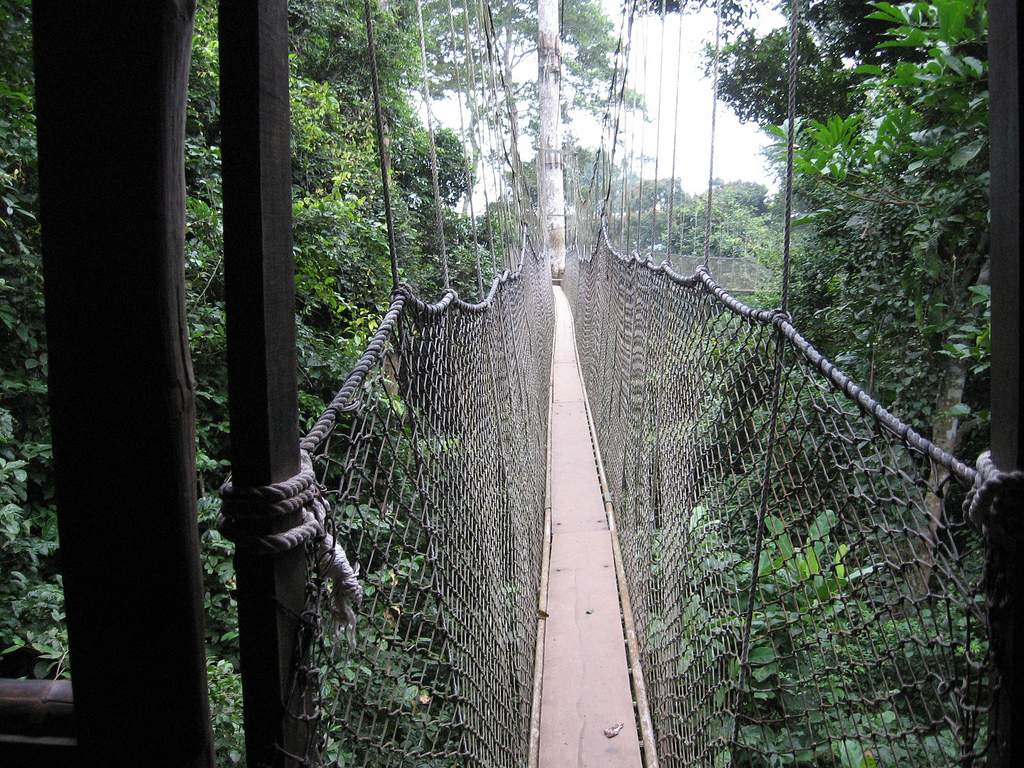
Доріжка під пологом лісу

У парку є довга серія підвісних мостів, відомих як «Доріжка під пологом лісу», яка розташована на рівні лісових пологів, щоб забезпечити зручний доступ до лісу, що є унікальною особливістю всього африканського континенту. На 40-метровій висоті, відвідувачі можуть наблизитися до меж крон дерев і побачити рослини та тварини з вигідної точки, яка інакше була б недоступна для людей з землі. Доріжка проходить через 7 мостів і має довжину 330 м. Деякі крони дерев сягають висоти понад 50 метрів. Доріжка побудована з дротяної мотузки, алюмінієвих драбин, дерев'яних дощок, та скріплена низкою сіток з метою забезпечення безпечної прогулянки туристів. Наразі будується додатковий оглядовий майданчик, який дозволить відвідувачам, які не наважилися на прогулянку підвісними мостами, піднятися на рівень пологу лісу. «Доріжка…» була побудована двома канадськими інженерами з Ванкувера за допомогою п'яти місцевих жителів Гани — останні (персонал Фонду збереження спадщини Гани — менеджери Центру відвідувачів Національного парку Какум) відтоді обслуговують цей об'єкт.
Оригінальна концепція створення пішохідної доріжки в цьому місці була запропонована Джозефом Дадлі, природоохоронним біологом, найнятим товариством «Conservation International», який координував розробку техніко-економічного обґрунтування та попереднього 5-річного плану управління та розвитку національного парку Какум як місцем екотуризму в рамках проєкту, який виконується для Програми розвитку ООН (Dudley 1990).
Парк тепер може похвалитися будиночком на дереві, який розташований приблизно за 20 метрів від лісової підстилки серед дерев у вторинному лісі. Цей об'єкт, який вміщує близько 25 осіб, надає туристам пригодницьку можливість, особливо вночі, відчути життя в лісі. Через густоту тропічного лісу деякі представники фауни (генети (Genetta), леопарди тощо) активні вночі в пошуках здобичі, якою можна харчуватися. Таким чином, будинок на дереві забезпечує безпосередню близькість до дикої природи парку Какум. Навчений гід завжди готовий провести туристів у нічні походи, а також поділитися фольклором лісу Какум біля багаття, урізноманітнюючи інтригуючі пригоди.

## Загрози та збереження
Загрози, з якими стикається парк, які вирішуються адміністрацією, стосуються браконьєрства; видимі докази якого були зафіксовані у вигляді «покинутих таборів, порожніх сірникових коробок, шматків гумових шин, використаного карбіду, гільз і патронів», полювання, посягань на землю та роботи з бензопилою. Конфлікти між людьми та дикою природою навколо парку виникають через те, що паркові слони псують сільськогосподарські культури фермерів. Щоб запобігти набігам слонів на сільськогосподарські поля під час сезону врожаю, фермери почали будувати огорожі з перцю навколо своїх земель, щоб захистити свої ферми.

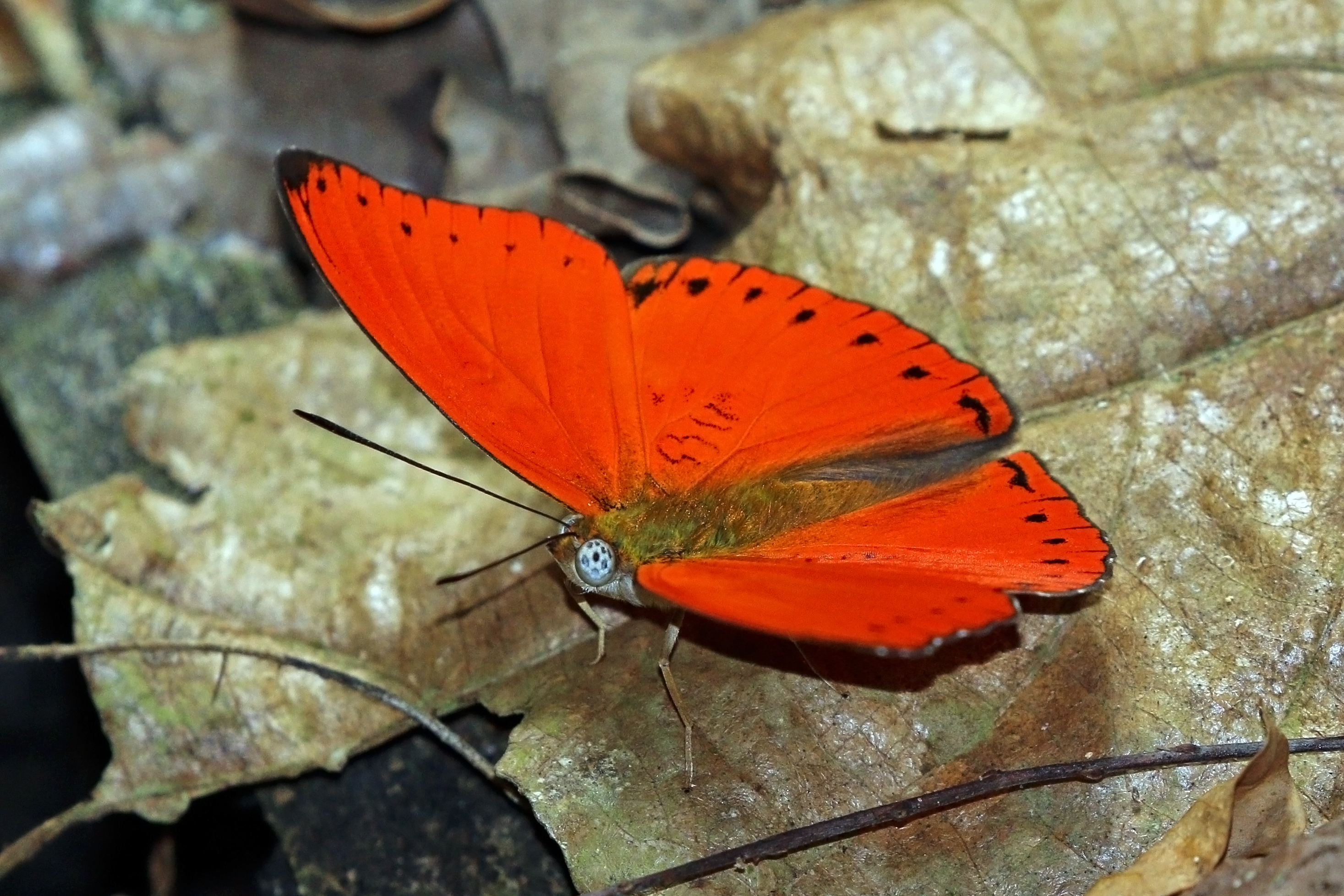
Метелик Cymothoe mabillei родини сонцевиків

Найбільш помітними видами фауни парку, що перебувають під загрозою зникнення, є мавпа Діани (Cercopithecus diana), гігантська антилопа бонго (Tragelaphus euryceros), жовтоспинний дуїкер (Cephalophus silvicultor) і африканський слон (Loxodonta cyclotis). Парк також є важливою орнітологічною територією, яка була визнана міжнародною природоохоронною організацією «BirdLife International» де територія проживання птахів повністю перекриває територію парку. Інвентаризація птахів підтвердила наявність 266 їх видів у парку, у тому числі вісім видів, які викликають занепокоєння щодо збереження. Одним із таких видів є цесарка біловола (Agelastes meleagrides). Зареєстровано дев'ять видів птахів-носорогів (Bucerotidae) та сірого папугу (Psittacus erithacus) . Крім того, тут мешкає понад 600 видів метеликів, і найостанніший з них був відкритий у 1993 році. Станом на 2012 рік найщільніша популяція африканських слонів у Гані знаходиться в Какумі.
Парком керує Департамент дикої природи Гани. Під керівництвом товариства «Conservation International» і за фінансової підтримки «USAID», Какум вважається найкраще охоронюваним лісом у Гані. Як результат, зараз це велике туристичне місце. Хоча браконьєрство все ще поширене, практика управління залученням місцевих громад до спільного використання благ парку дала би позитивні результати. У парку єгері проходять спеціальне навчання щодо медичного та культурного значення місцевої рослинності.

## Туризм
Какум є першою природоохоронною територією Гани, яка отримала велику підтримку для розвитку туризму. Центр відвідувачів відкрився в День Землі 1997 року, а наступного року парк отримав премію «Global Tourism for Tomorrow Award». З роками кількість туристів постійно зростає: 2000 у 1992 році; 27 000 у 1996 році; понад 70 тис. туристів у 1999 році; а протягом 2009 року парк привабив вже 135 870 відвідувачів.

## Галерея

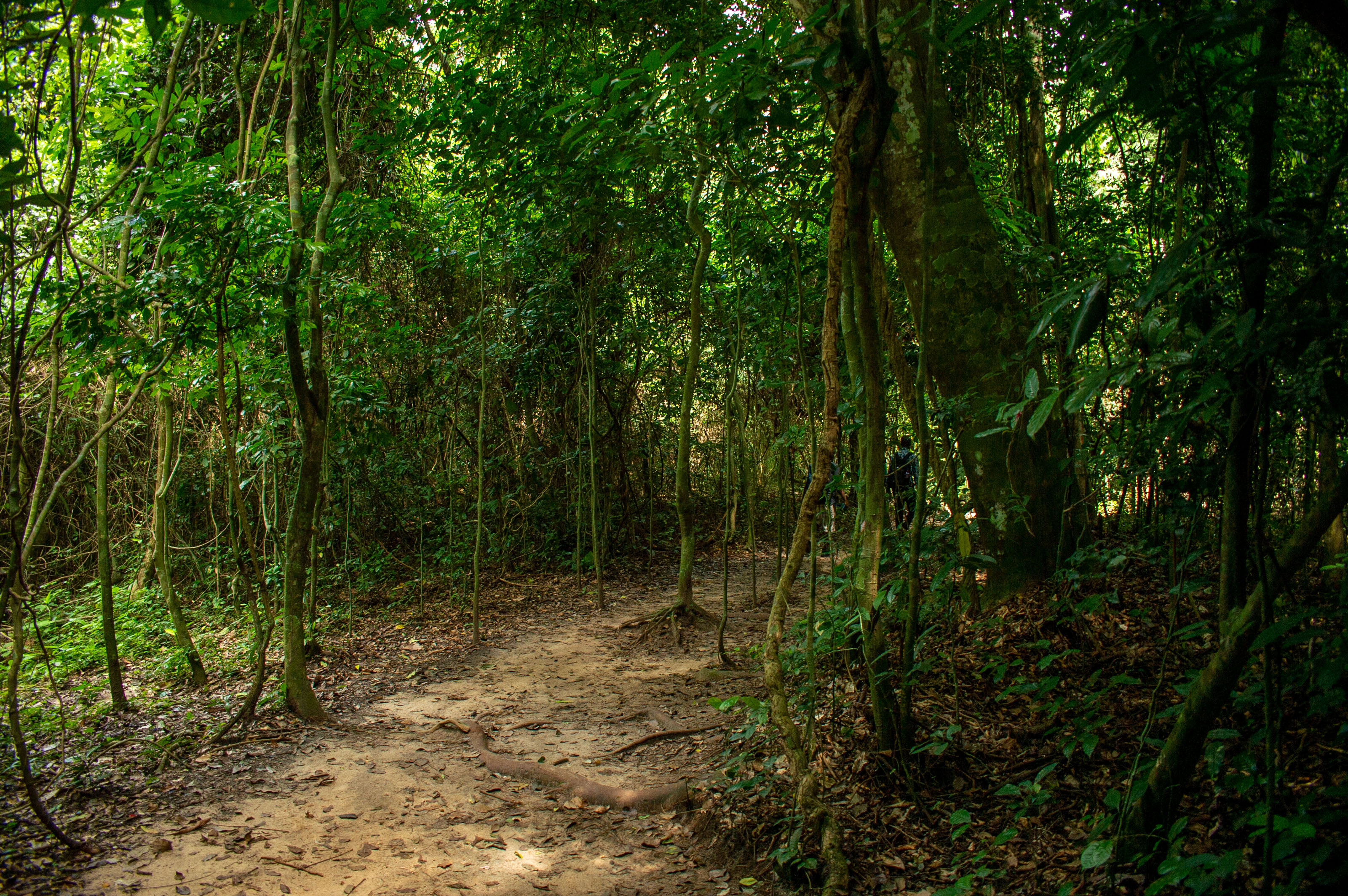
1. Дерева парку
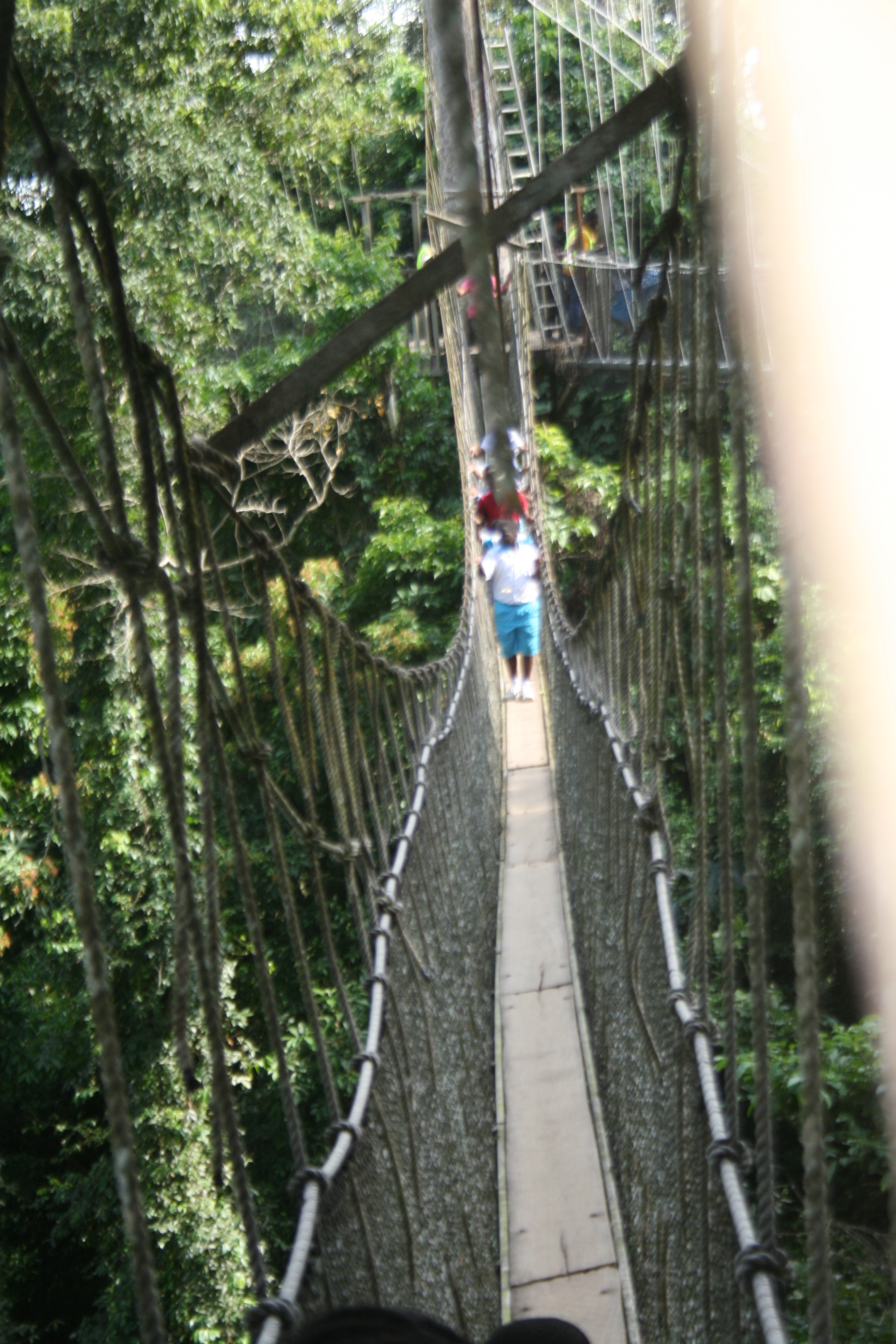
2. Доріжка під пологом лісу
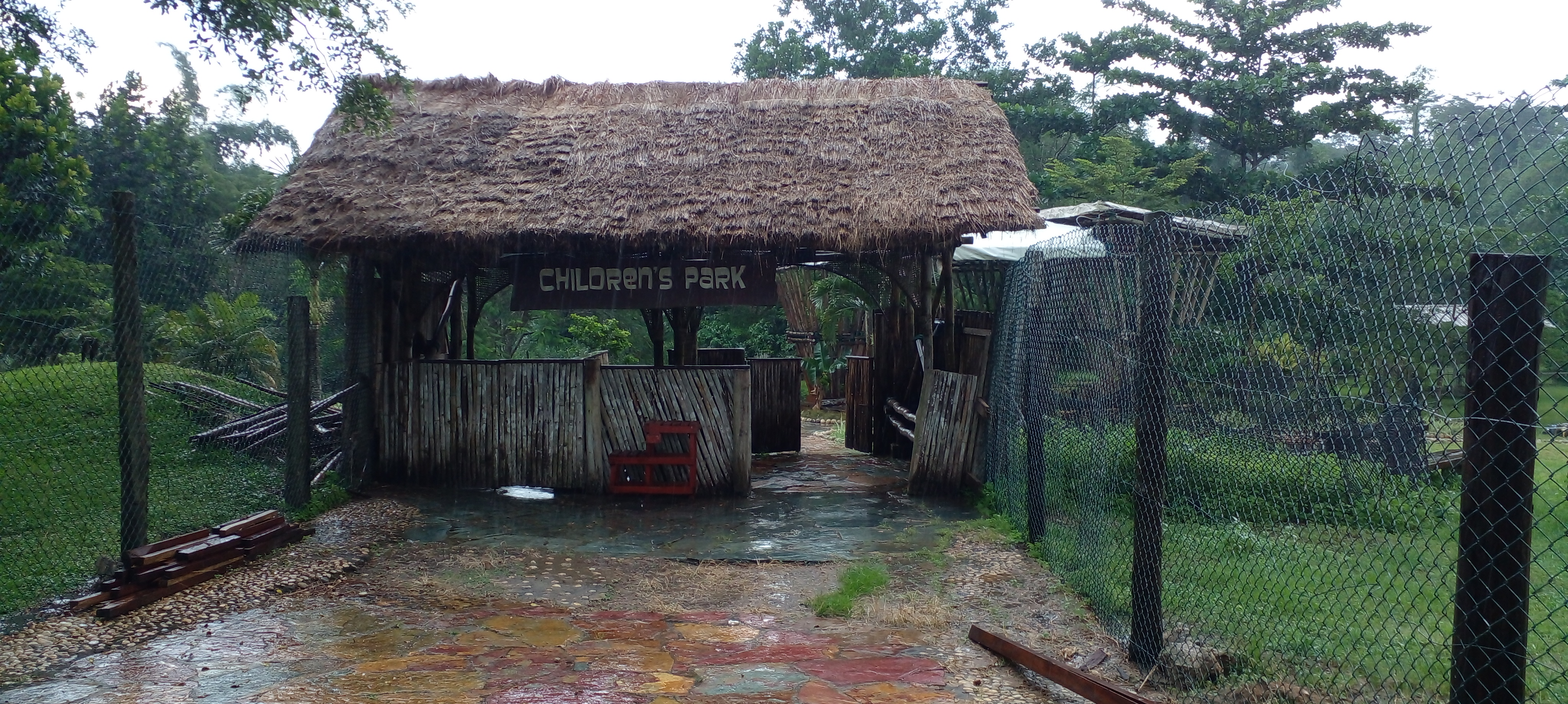
3. Ігровий майданчик для дітей
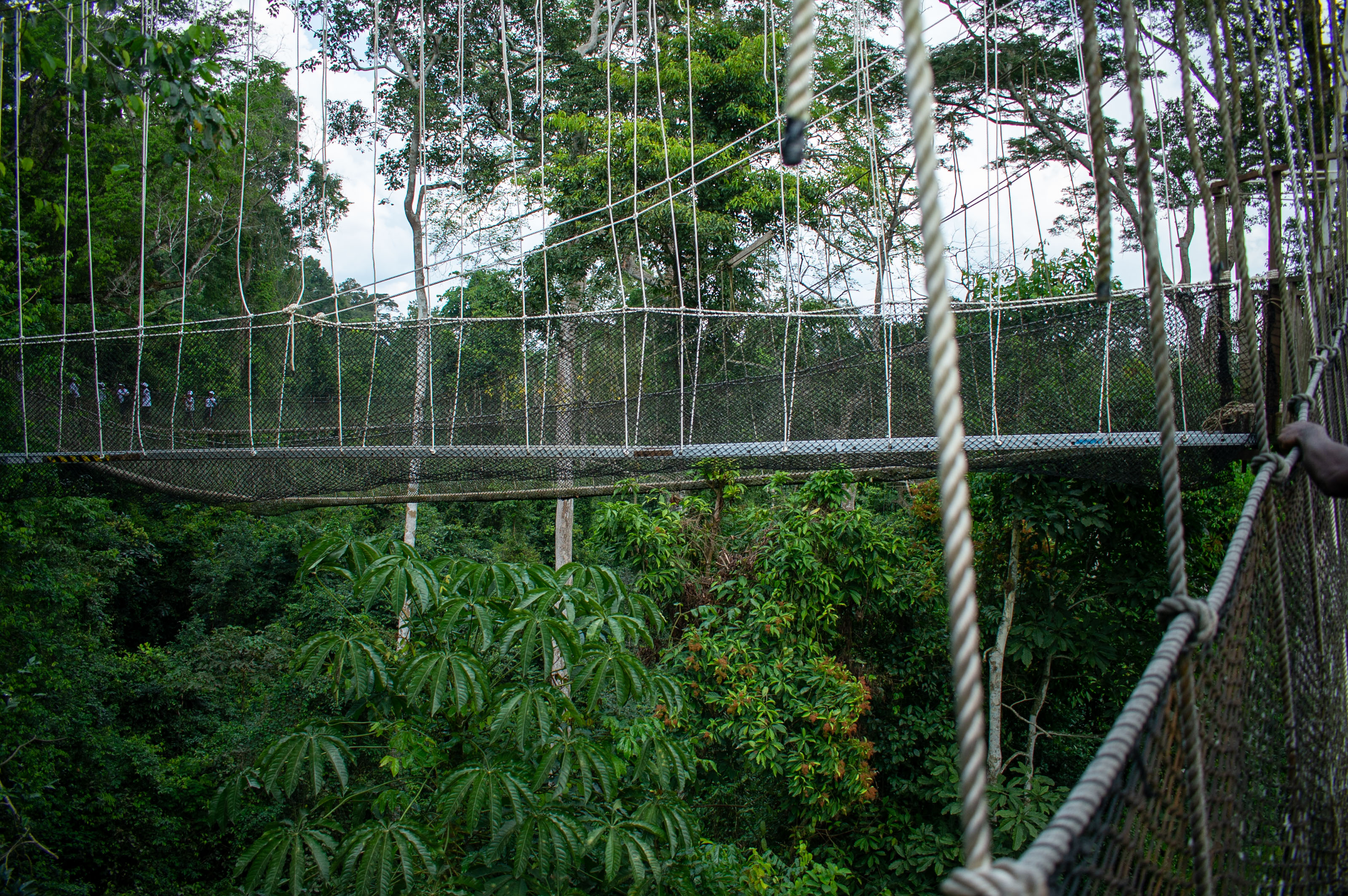
4. Доріжка під пологом лісу
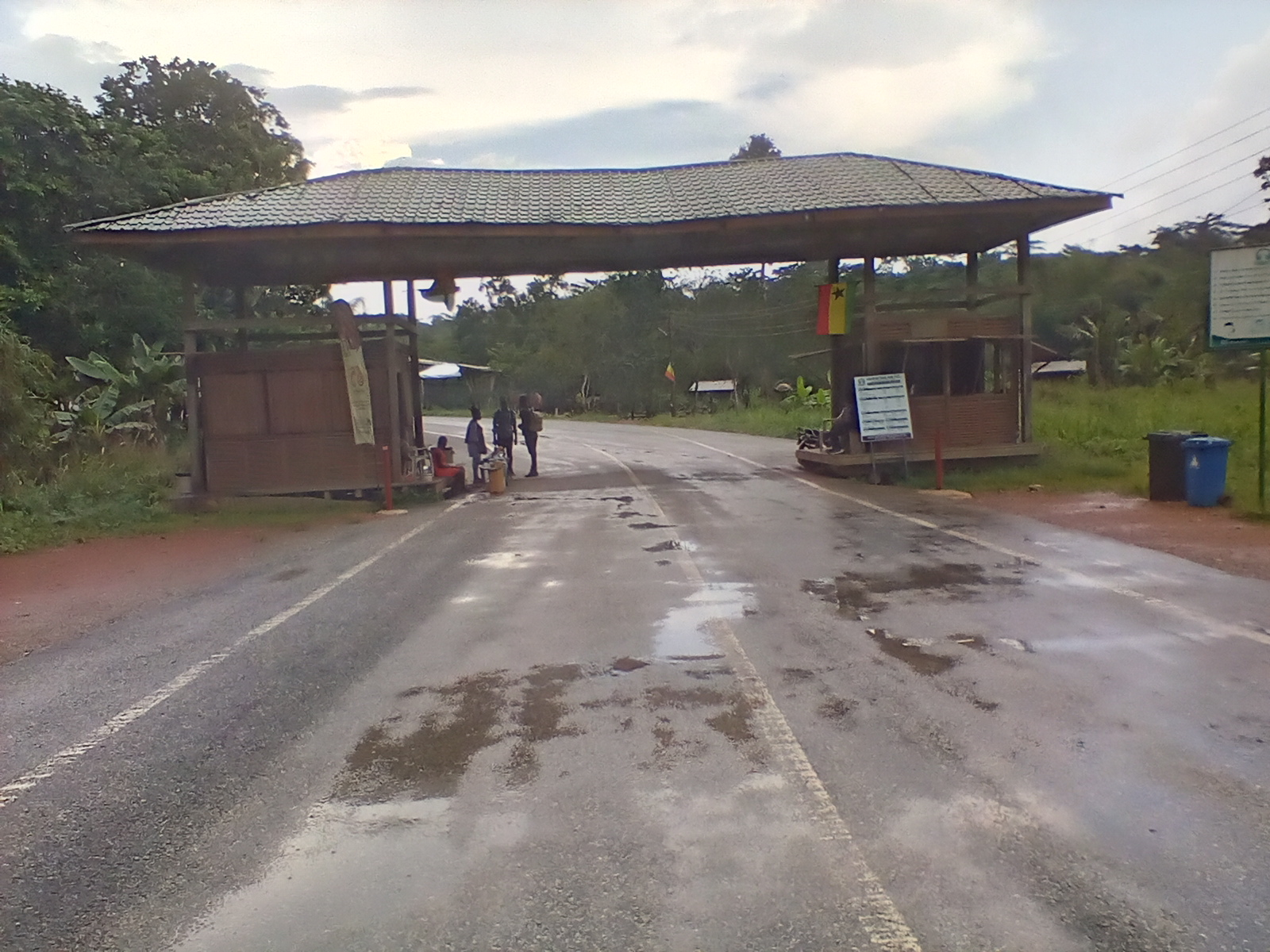
5. Вхід на територію парку
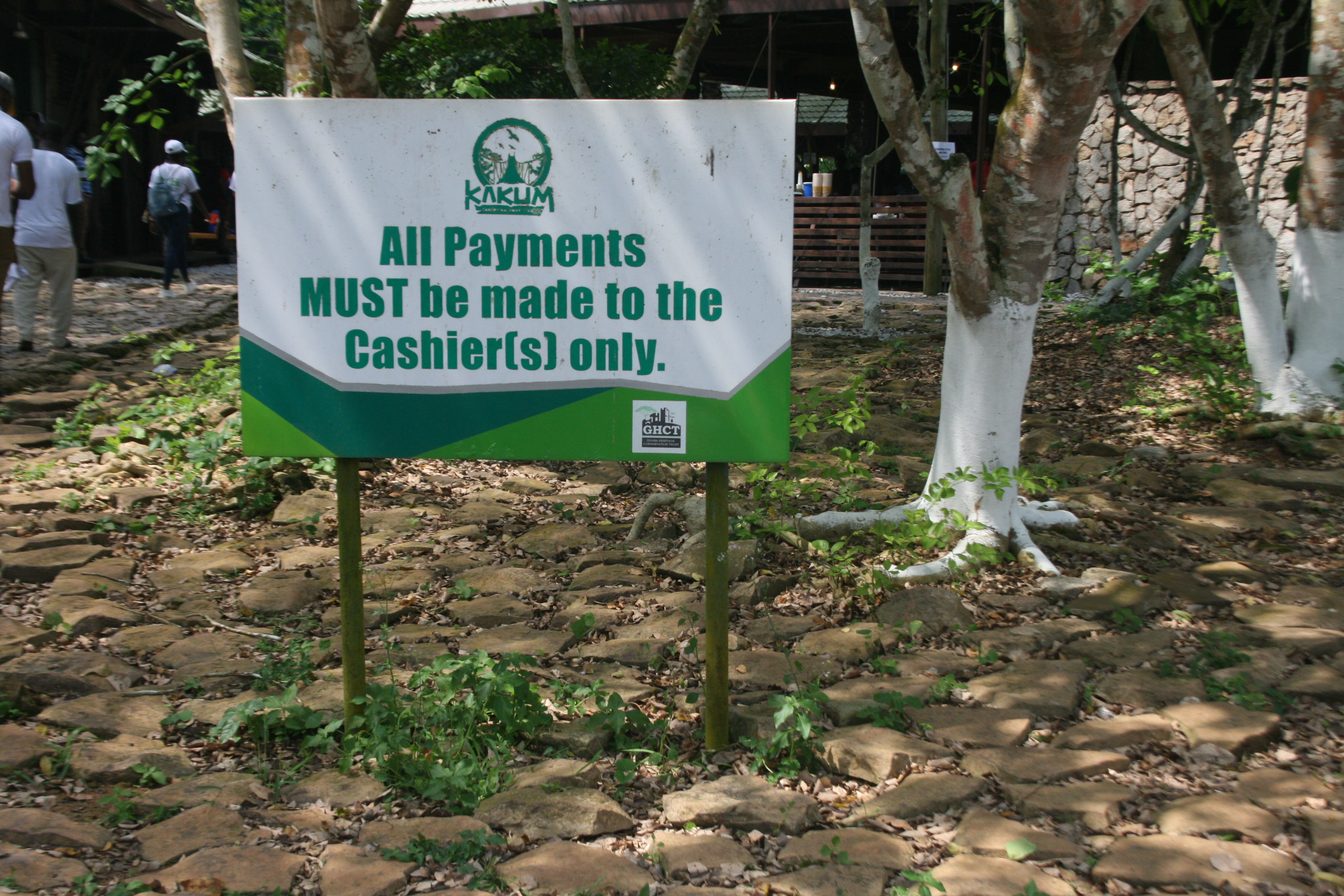
6. Знак посту
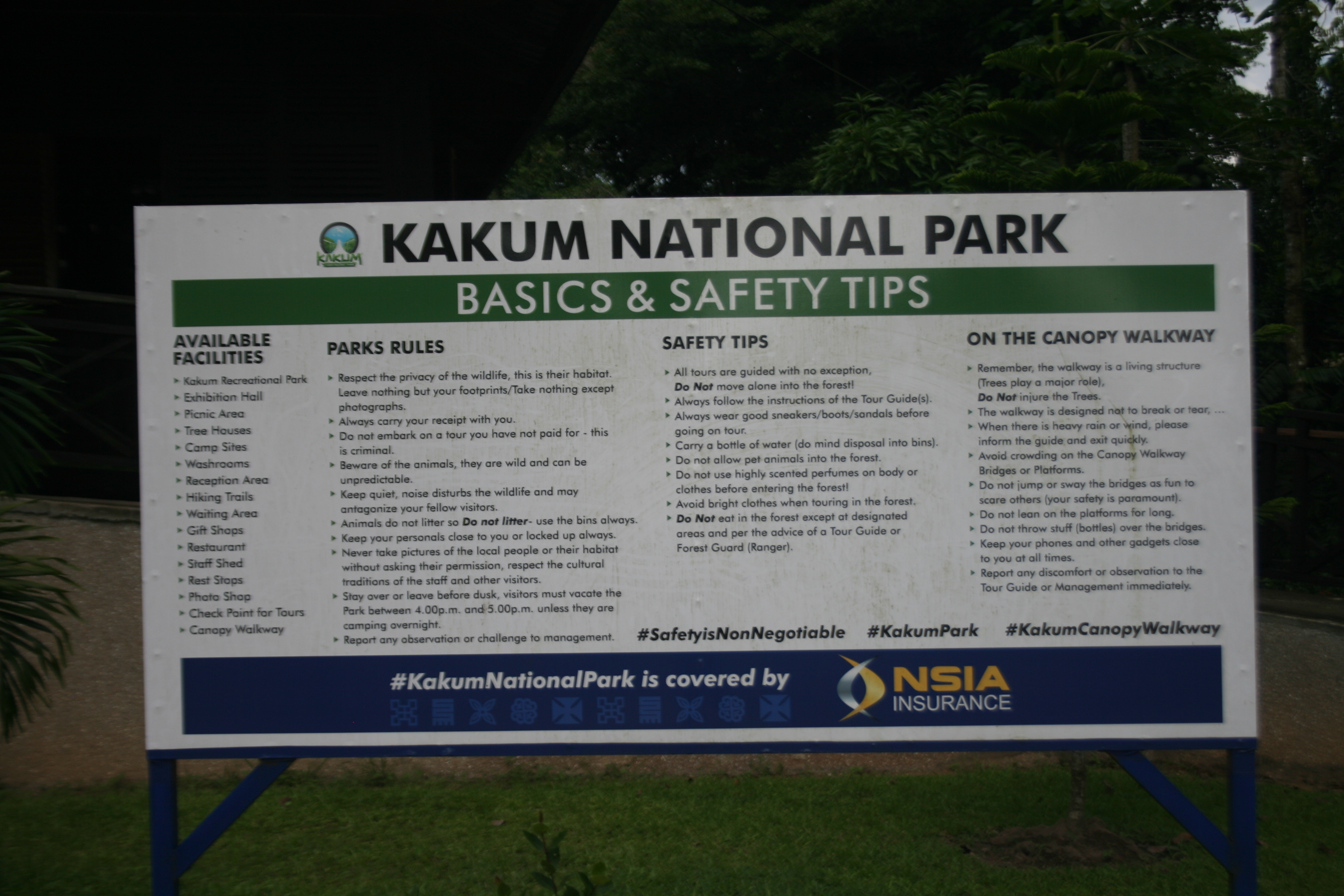
7. Поради з безпеки

## Нотатки
1. ↑  Hildegardia barteri — розпускає червоні квіти під час Різдва.